# Wallach (Rheinberg)

Lage der Gemarkung Wallach in Rheinberg

Wallach ist ein Stadtteil (amtlich Wohnplatz) im Stadtbezirk Borth der Stadt Rheinberg im Kreis Wesel in Nordrhein-Westfalen. Bis 1951 war Wallach eine eigenständige Gemeinde im damaligen Kreis Moers.

## Geographie
Wallach liegt im Norden der Stadt Rheinberg etwa einen Kilometer vom linken Rheinufer entfernt.

## Geschichte
Das Kirchdorf Wallach gehörte ursprünglich zum Herzogtum Kleve und bildete seit dem 19. Jahrhundert eine Landgemeinde, die zur preußischen Bürgermeisterei Ossenberg gehörte. Diese gehörte bis 1857 zum Kreis Geldern und seit 1857 zum Kreis Moers.
In den 1900er-Jahren wurde in Wallach eine Schachtanlage abgeteuft, die einen Verbund mit dem benachbarten Salzbergwerk Borth bilden sollte. Die Anlage aber bereits 1926 wieder stillgelegt.
Wallach wurde am 1. April 1951 zusammen mit der Gemeinde Ossenberg in die Gemeinde Borth eingegliedert. Borth wiederum wurde durch das Niederrhein-Gesetz am 1. Januar 1975 in die Stadt Rheinberg eingemeindet.

## Einwohnerentwicklung
| Jahr | Einwohner | Quelle |
| ---- | --------- | ------ |
| 1835 | 261       | [ 4 ]  |
| 1864 | 320       | [ 5 ]  |
| 1885 | 298       | [ 6 ]  |
| 1910 | 383       | [ 7 ]  |
| 1925 | 603       | [ 8 ]  |
| 1939 | 644       | [ 9 ]  |

## Baudenkmäler
Baudenkmäler in Wallach sind unter anderem der Bringshof, die Alte Schule, die evangelische Kirche, die alte Mühle (Mühle Kaas), Haus Elverich und die Reste der ehemaligen Schachtanlage.

## Kultur
Ein Träger des lokalen Brauchtums ist der Bürgerschützenverein „WILHELM TELL“ Wallach 1922 e.V.

## Verkehr
Die ehemalige Solvay-Werksbahn führte mitten durch den Ort.